# Laurin & Klement C
Laurin & Klement C byl osobní automobil vyráběný firmou Laurin & Klement mezi lety 1906 – 1907. Bylo vyrobeno 14 kusů.
Motor byl uložený vpředu a poháněl zadní kola. By to vidlicový dvouválec o objemu 2042 cm3. Vážil kolem 800 kg a jel rychlostí až 50 km/h. Převodovka měla tři stupně. Rozvor byl 2630 mm a rozchod 1300 mm. Náprava byla tuhá na listových perech.